# Premi Ciutat de Palma de còmic
El Premi Ciutat de Palma de còmic és una modalitat dels Premis literaris Ciutat de Palma convocat per l'Ajuntament de Palma des de 2010. El període d'entrega de les obres inèdites és de setembre a octubre i s'anuncia el guanyador al final de gener de l'any següent. L'any 2018 comptà amb una dotació de 10.000 euros en concepte de drets d'autors i royalties de la primera edició de l'obra.

## Guanyadors
- 2010 Gabi Beltrán i Tomeu Seguí Nicolau per Històries del barri
- 2011 No convocat[3]
- 2012 Javier Cosnava i Rubén del Rincón per Las damas de la peste[4]
- 2013 Jorge E. Isaurralde, Tatúm per El funeral de John Mortonson y otros cuentos
- 2014 Katrin Bacher i Tyto Alba per Tante Wussi
- 2015 Eduardo Pelegrín Martínez de Pisón, Calpurnio per Mundo Plasma[5]
- 2016 Cristina Duran, Miquel Angel Giner i Laura Ballester per El día tres
- 2017 Andrés G. Leiva per Uno de esos días[6]
- 2018 Rocío Gómez Mazuecos per El incongruente[7]
- 2019 Pau Rodríguez Jiménez-Bravo per Curtiss Hill.[8]
- 2020 Gonzalo Aeneas i Enric Pujadas per Las olimpiadas del sufrimiento.[9]
- 2021 Daniel Piqueras Fisk per El pequeño de la manada.[10]
- 2022 Nathalie Bellón per Lo flamenco.[11]